# ТГМ23
ТГМ23 (Тепловоз с Гидравлической передачей, Маневровый, 23-й тип) — серийный советский трёхосный маневровый тепловоз.

## История создания и модификации

### ТГМ23 (базовая модель)
В 1962 году Муромский тепловозостроительный завод им. Ф.Э. Дзержинского построил первый опытный трёхосный тепловоз ТГМ23-001. В 1963 году завод изготовил ещё три опытных локомотива такого же типа. Новые тепловозы отличались от своих предшественников – тепловозов ТГМ1, имевших ту же осевую формулу 0-3-0; в то же время на них сохранилось значительное количество оборудования, ранее применённого на тепловозах серий ТГМ1 и ТГМ21.
Данные о выпуске тепловозов серии ТГМ23 до 1977 года включительно приведены в таблице:
| Год выпуска | Количество | Номера                |
| ----------- | ---------- | --------------------- |
| 1962        | 1          | 001                   |
| 1963        | 3          | 002-004               |
| 1964        | 20         | 005-024               |
| 1965        | 42         | 025-066               |
| 1966        | 70         | 067-136               |
| 1967        | 99         | 137-235               |
| 1968        | 115        | 236-350               |
| 1969        | 109        | 351-459               |
| 1970        | 149        | 460-608               |
| 1971        | 201        | 609-809               |
| 1972        | 280        | 810-1089              |
| 1973        | 354        | в интервале 1090-2043 |
| 1974        | 344        | 2044-2387             |
| 1975        | 299        | 2388-2686             |
| 1976        | 120        | 2687-2806             |
| 1977        | 1          | 2807                  |

### ТГМ23А
Существенные отличия от серийных тепловозов имели изготовленные заводом в 1969 году два опытных тепловоза, обозначенные ТГМ23А-001 и ТГМ23А-002. На этих тепловозах были установлены модернизированные дизели 1Д12Н-500М, имевшие, по сравнению с дизелем 1Д12Н-500, более высокое давление наддува и ряд изменений в конструкции. В гидропередаче были применены два гидроаппарата вместо трёх, были использованы реверс- режимные механизмы новой конструкции. Претерпел также изменения тракт выпускных газов, в связи с чем был снят кожух глушителя с верхней части переднего капота. Последнее изменение было внесено и в конструкцию выпускавшихся тепловозов серии ТГМ23. Ещё по одному тепловозу серии ТГМ23А Муромский завод изготовил в 1972 и 1973 гг. Им также присвоили порядковые номера 001 и 002, но они имели принципиальные отличия от тепловозов постройки 1969 года: дизель 1Д12-400Н мощностью 400 л.с., другую гидропередачу, изменённую конструкцию кузова с буферными фонарями, вмонтированными в торцевые части капотов, и полностью перекомпонованную конструкцию холодильника с боковым размещением радиаторов охлаждения и жалюзи.

### ТГМ23Б
Отличался менее мощным дизелем без наддува (такие дизели устанавливались на тепловозах ТГМ1), более мягким рессорным подвешиванием и рядом изменений в системе охлаждения. Гидропередача осталась прежняя, используемая на ТГМ23. Уже в ходе выпуска ТГМ23Б была изменена конструкция рамы. Тепловозы серии ТГМ23Б выпускались с 1973 по 1985 годы, всего было выпущено около 3400 экземпляров.

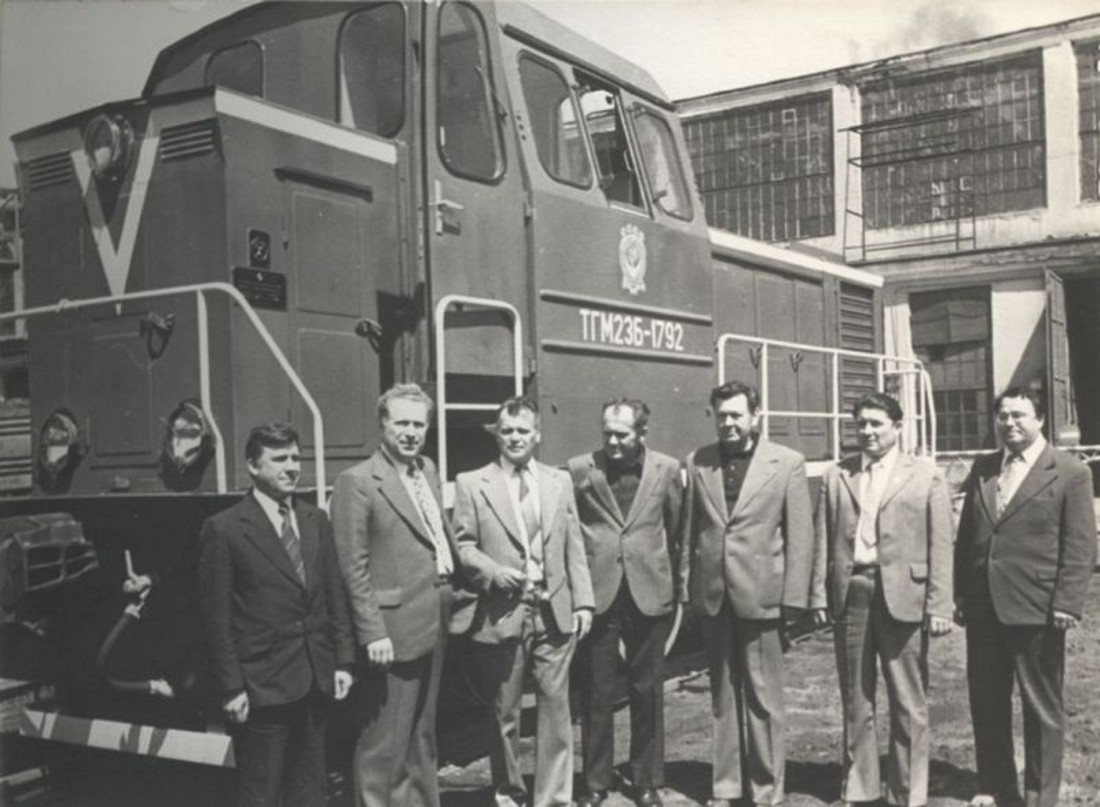
ТГМ23Б-1792, СССР, Владимирская область, Муромский тепловозостроительный завод
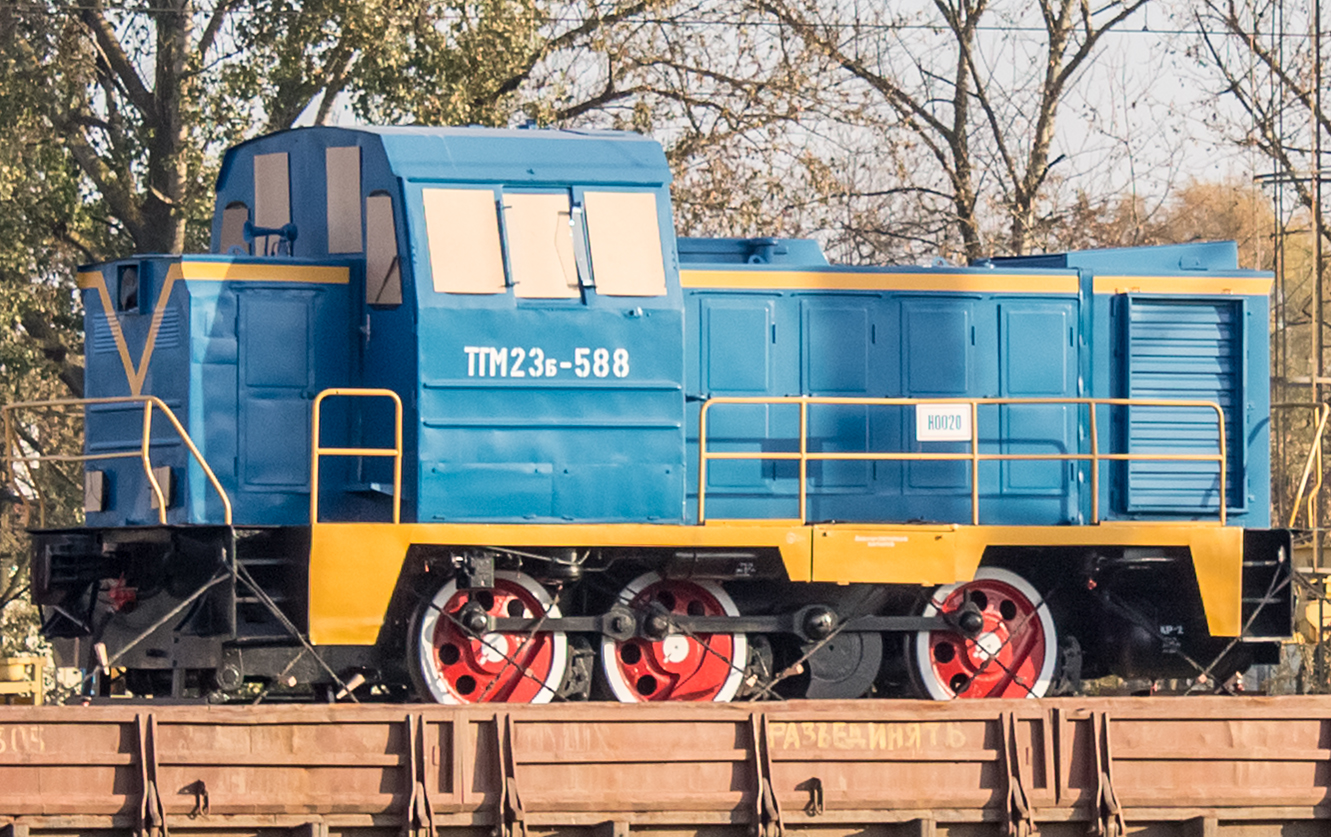
ТГМ23Б-588 на вагоне-платформе. Вид сбоку
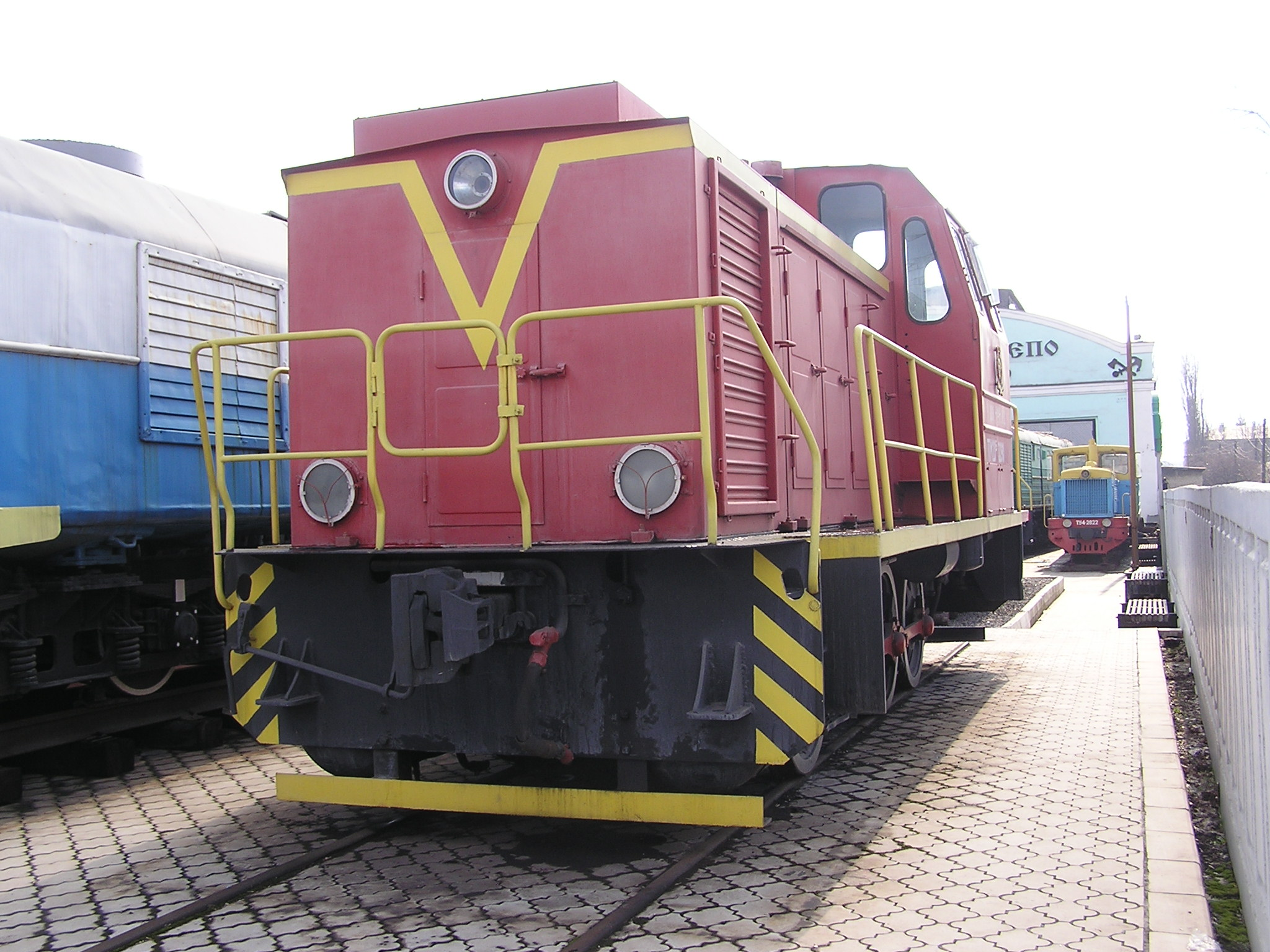
ТГМ23Б-3390 в музее Донецкой ЖД. Вид спереди
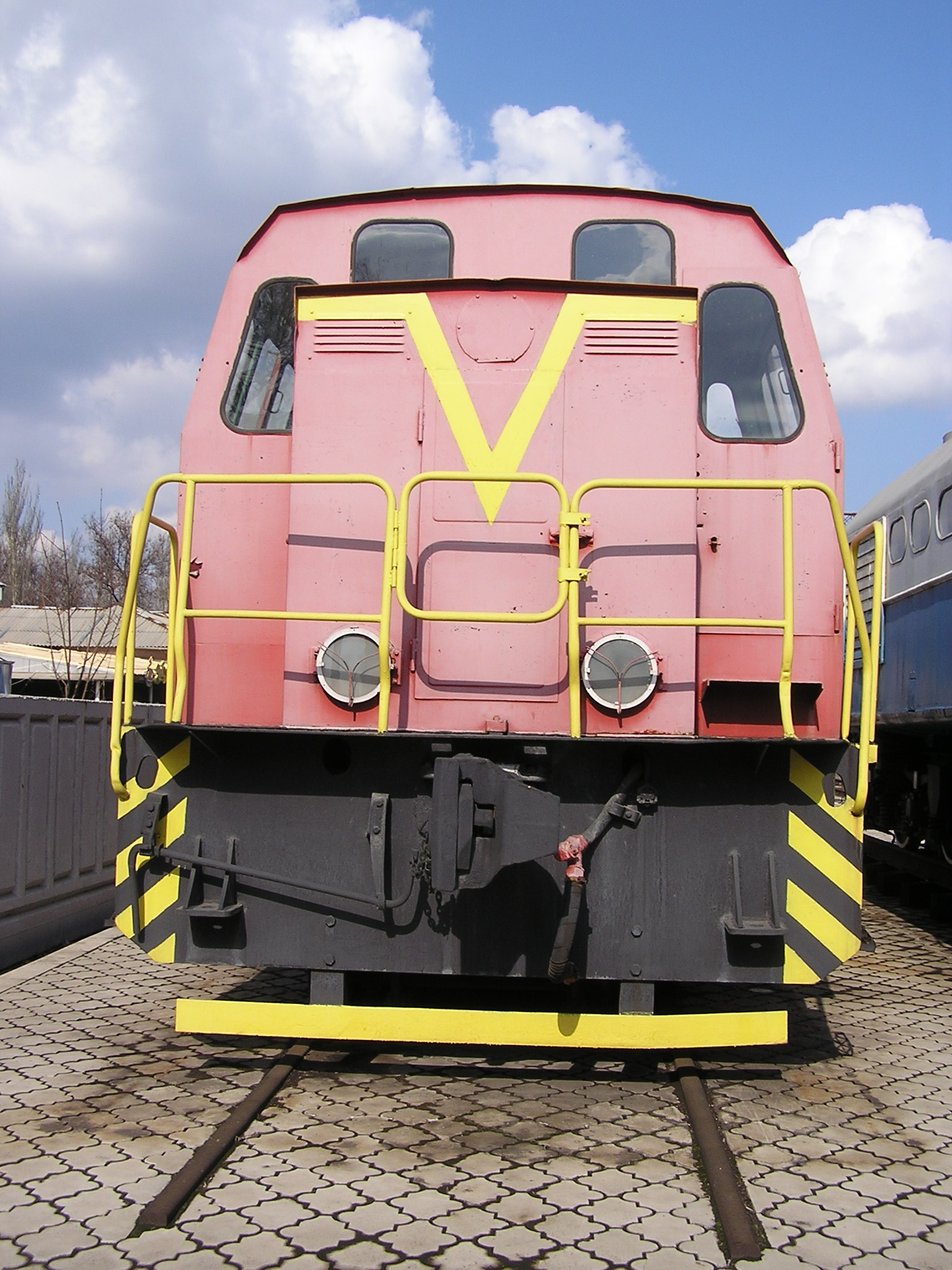
ТГМ23Б-3390. Вид сзади
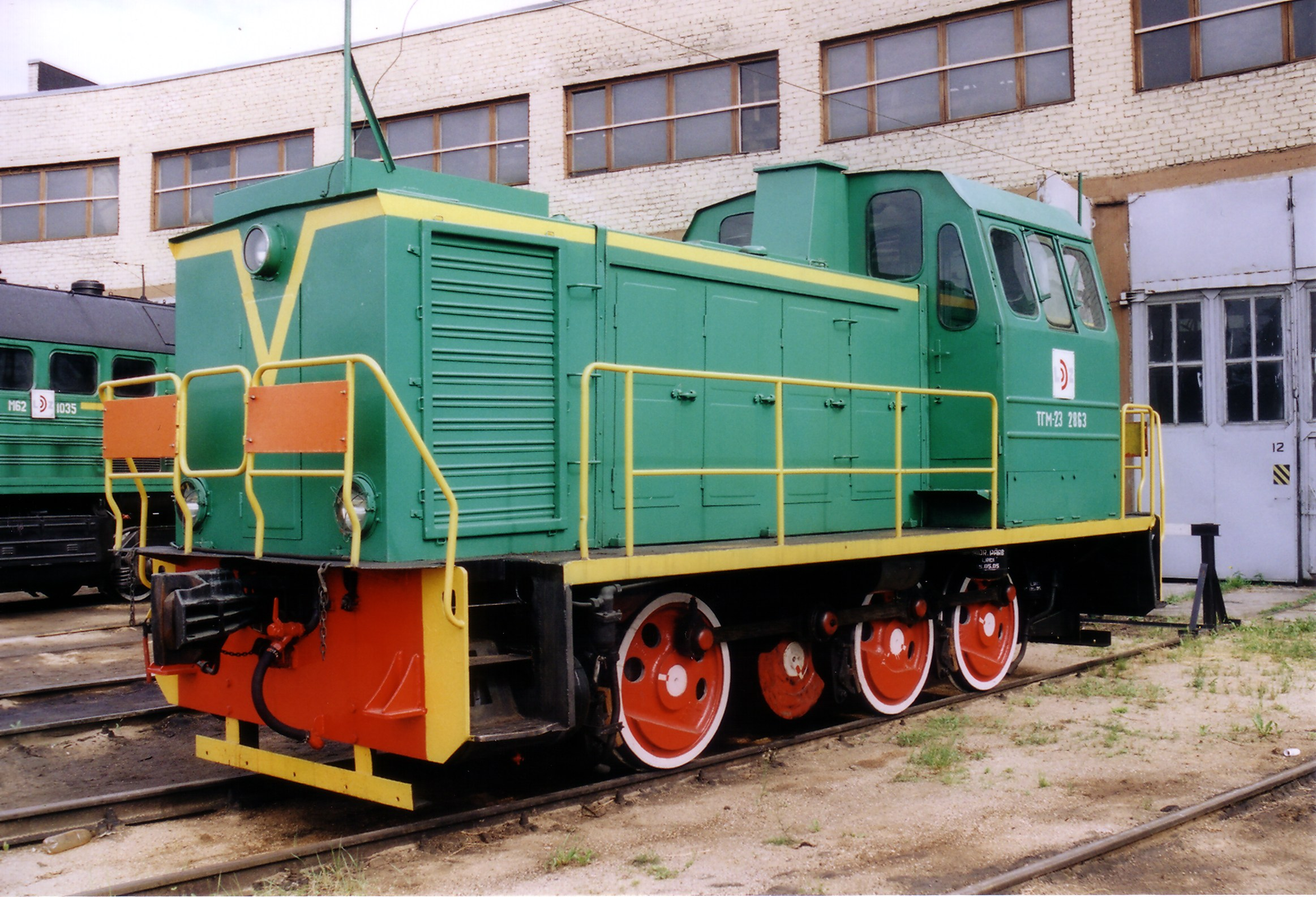
ТГМ23Б-2863 в Риге после модернизации с двигателем VOLVO (серия TGM23BV).
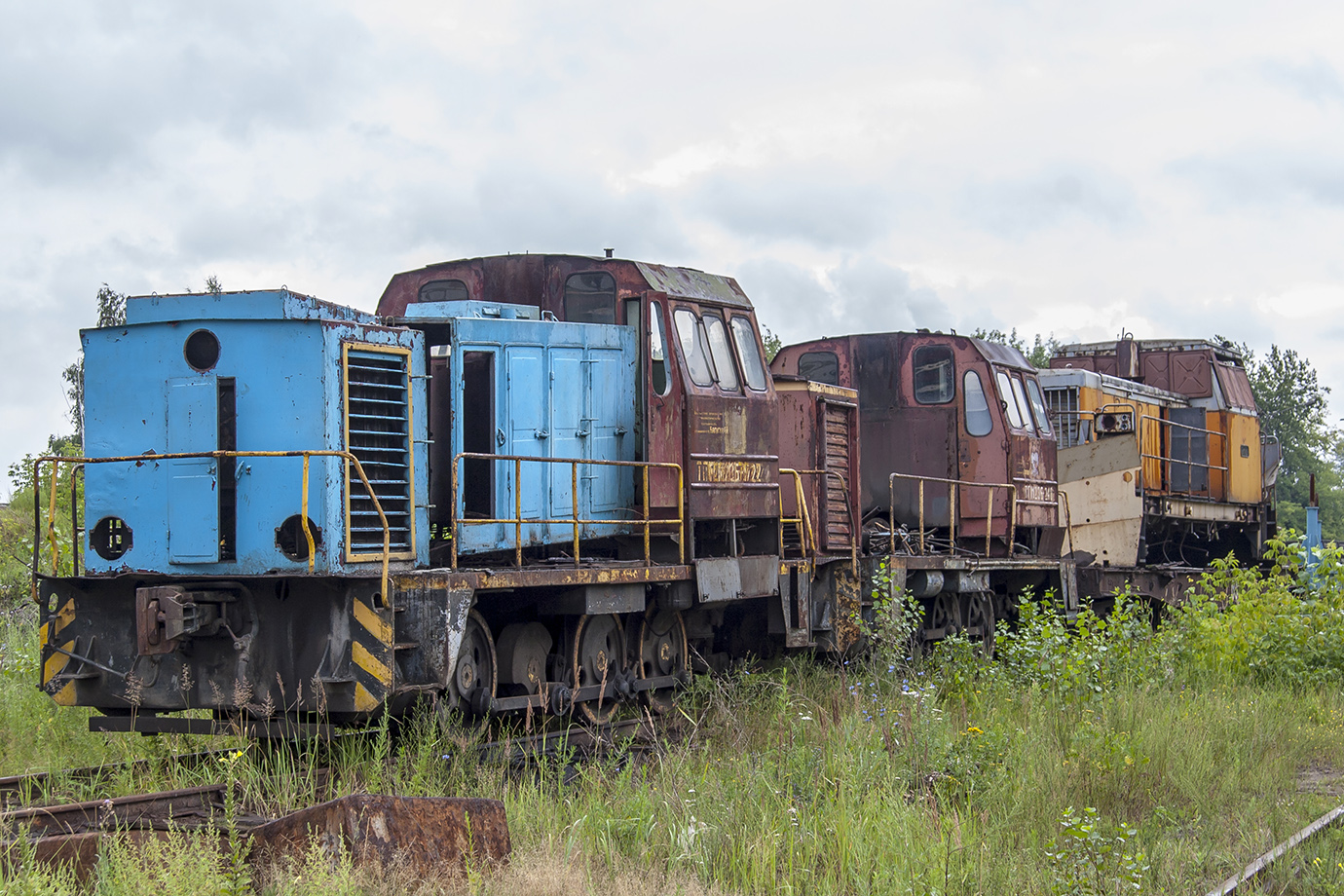
Маневровые тепловозы ТГМ23Б-1722, ТГМ23Б-246 и ТГМ40С-0164
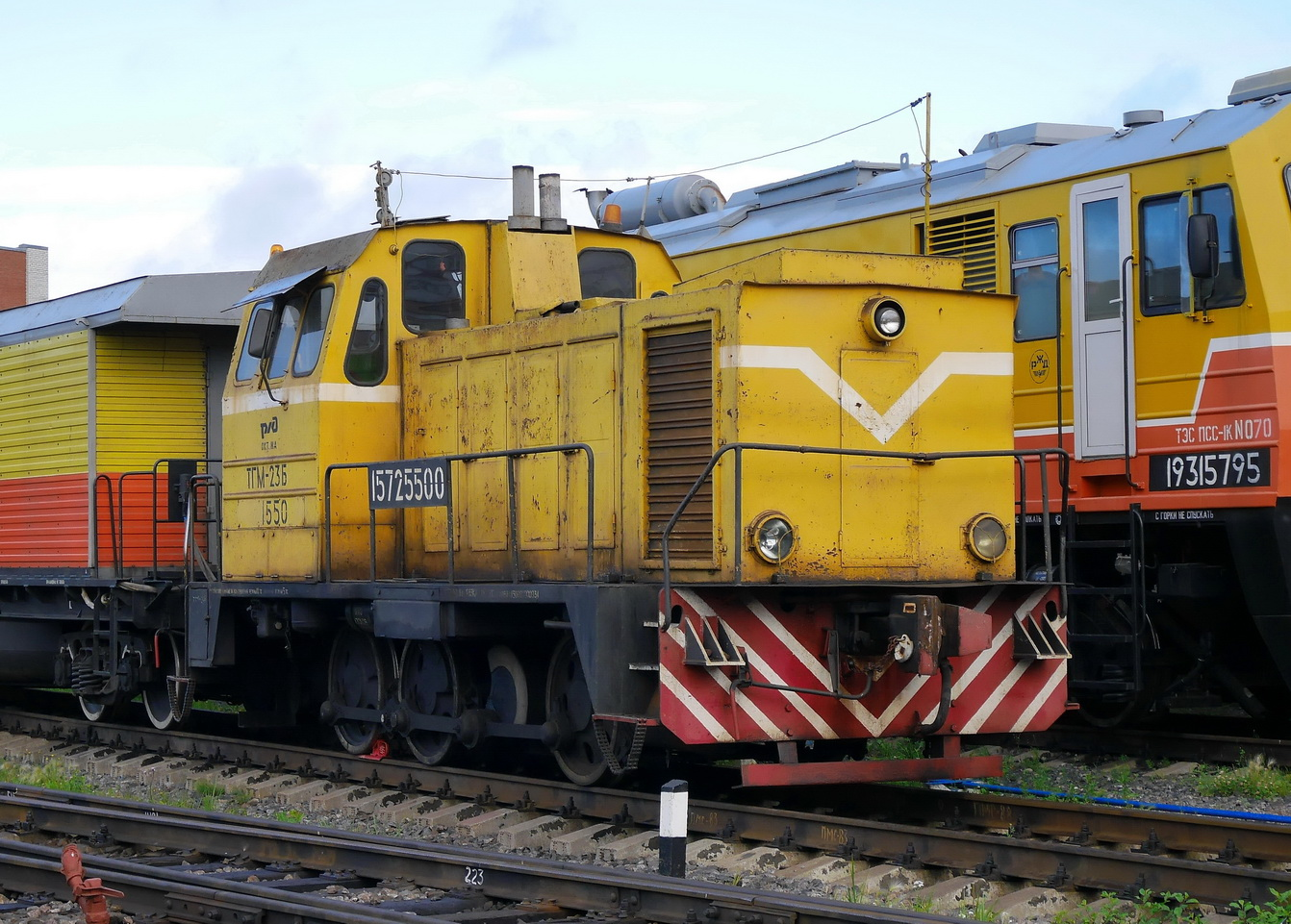
ТГМ23Б-1550. Путевая машинная станция Тосно, Ленинградская область, Россия

### ТГМ23БЭ
Экспортный вариант тепловоза. Известно о двух таких машинах (номера 009 и 010), поставленных в Германию (Вустермарк), где они были обозначены как TGM23B. Дальнейшая судьба этих тепловозов неизвестна.

### ТГМ23В48
От первоначальной серии эти тепловозы отличались дизелем, генератором и аккумуляторной батареей. Тепловозы серии ТГМ23В строились с 1982 года по 1991 год включительно. В 1985 году был выпущен опытный вариант тепловоза ТГМ23В с гидропередачей, имеющей два гидротрансформатора с общим турбинным валом. Всего было изготовлено 2667 экземпляров.

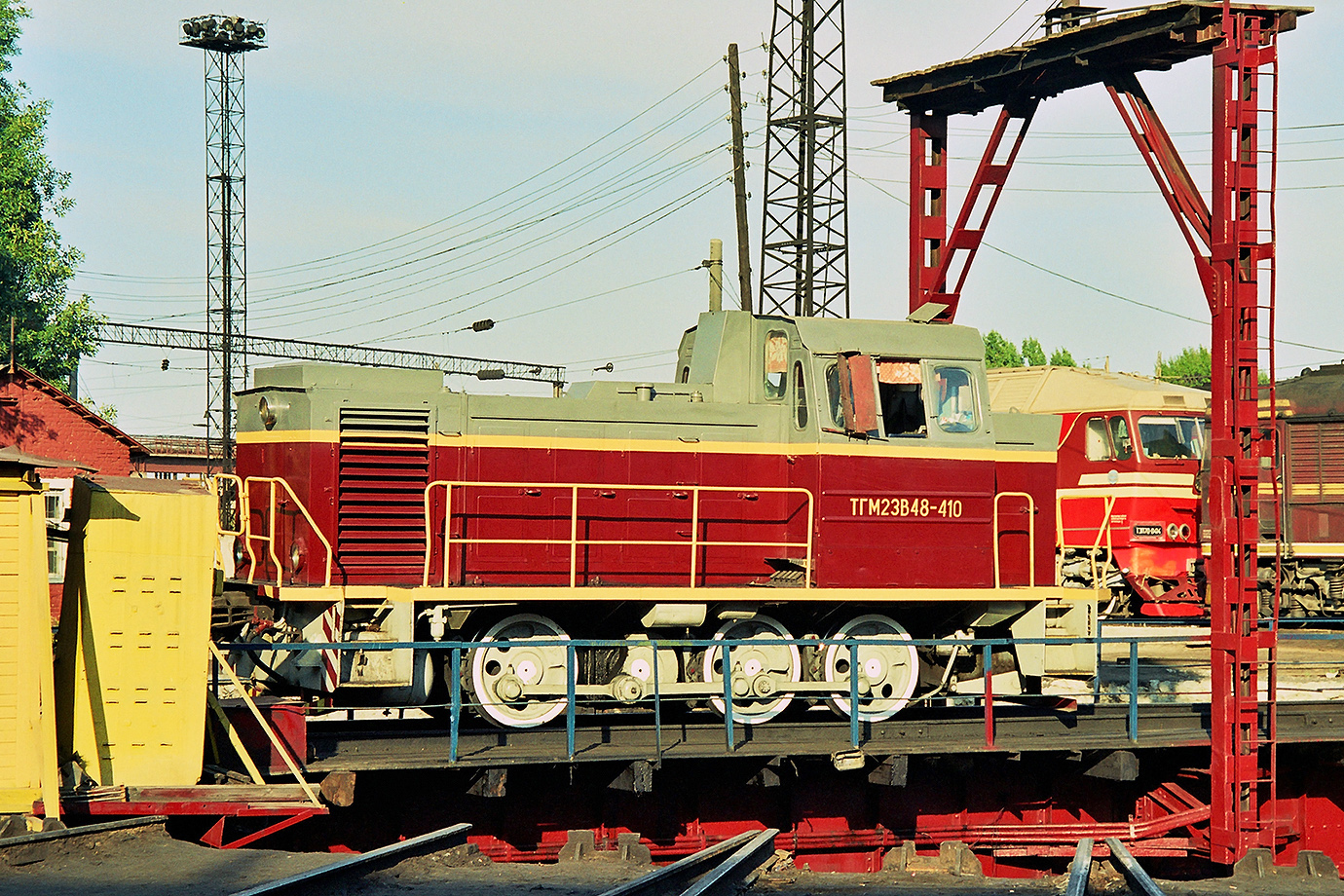
ТГМ23В48-410, Саратовская область, депо Саратов
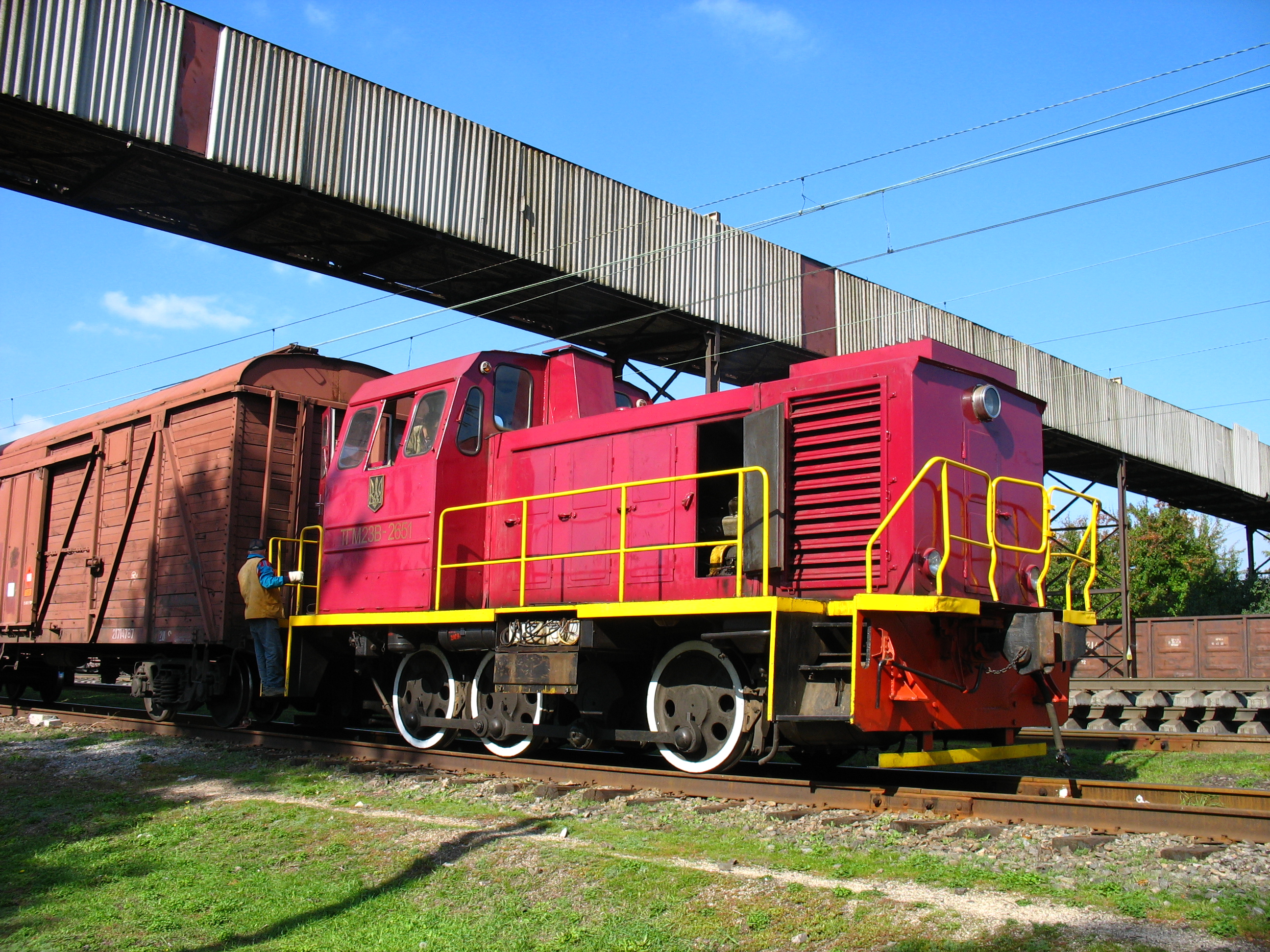
ТГМ23В48-2651, ст. Обводная (г.Днепропетровск)
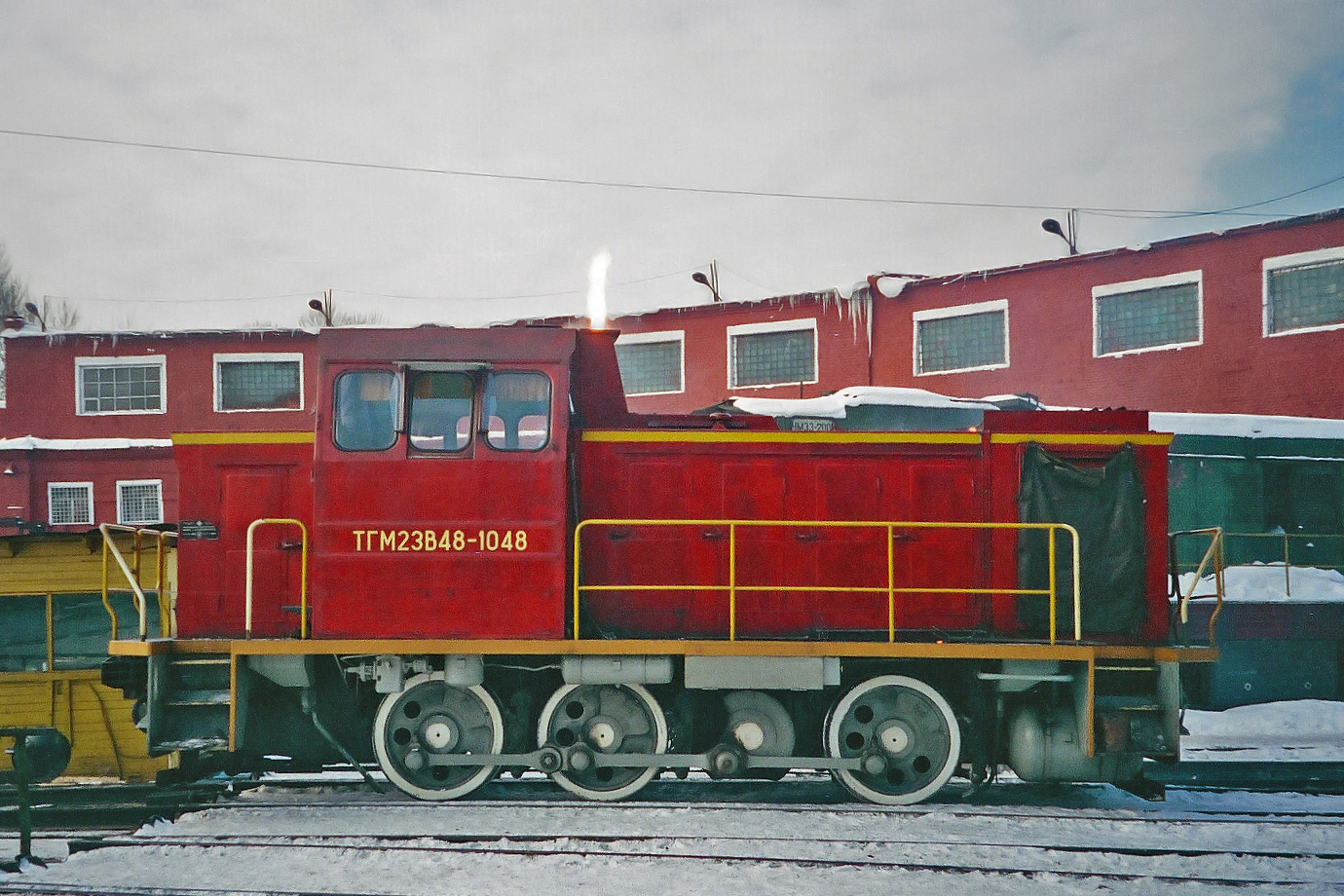
ТГМ23В48-1048,  Саратовская область, депо Саратов
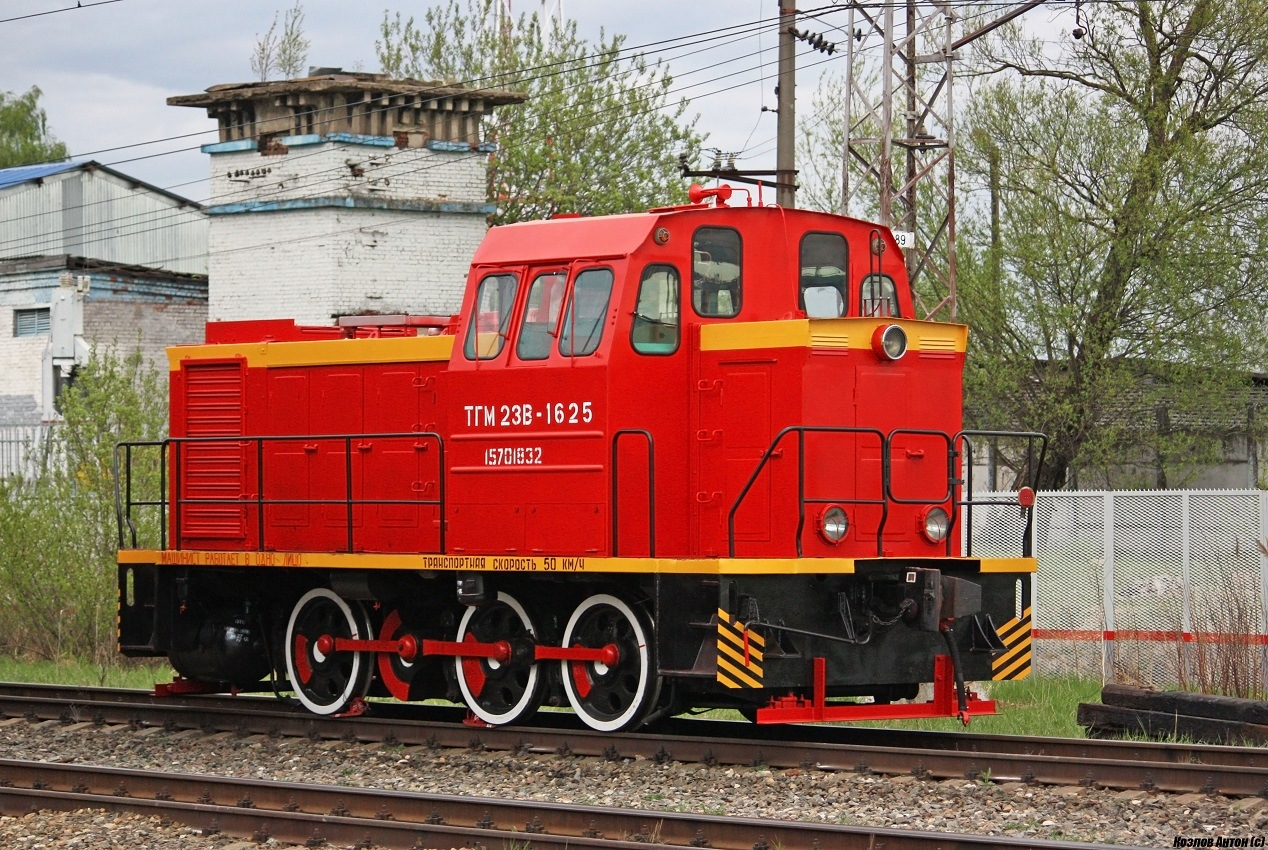
ТГМ23В48-1625, Калужская область, станция Малоярославец
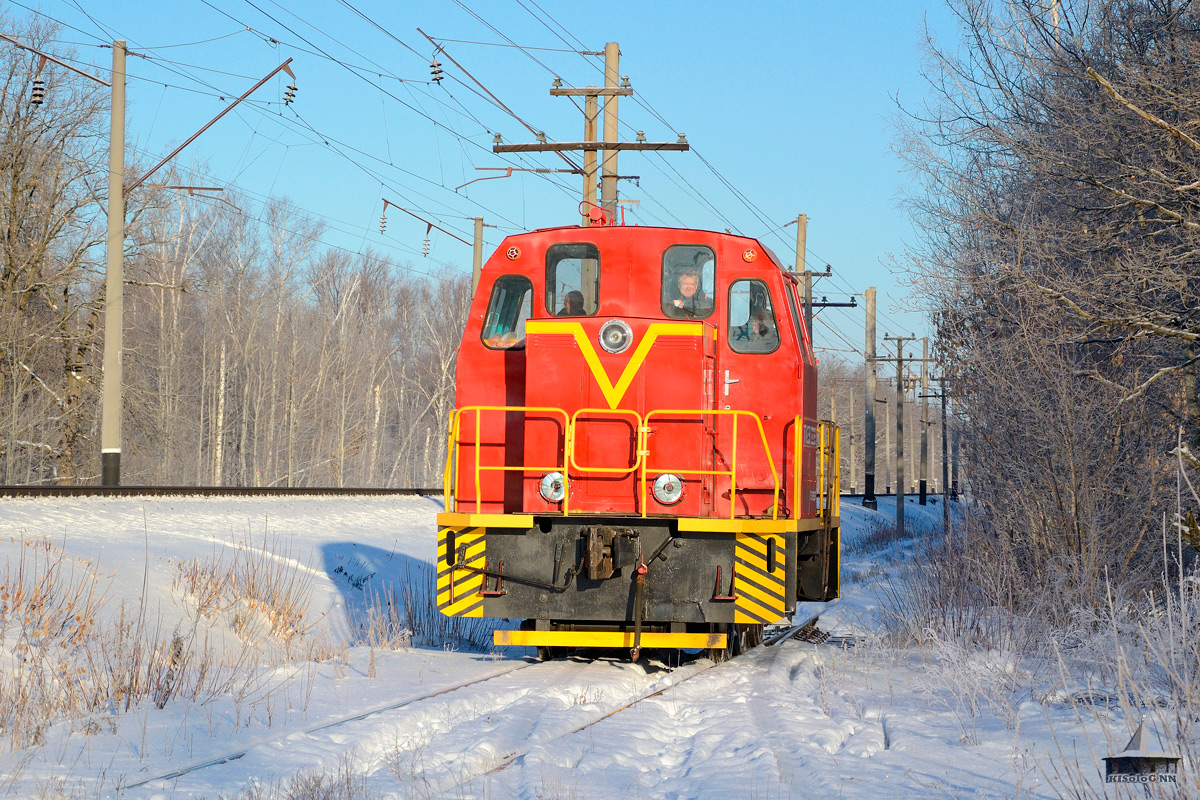
ТГМ23В48-2226, Нижегородская область, подъездной путь от станции Петряевка
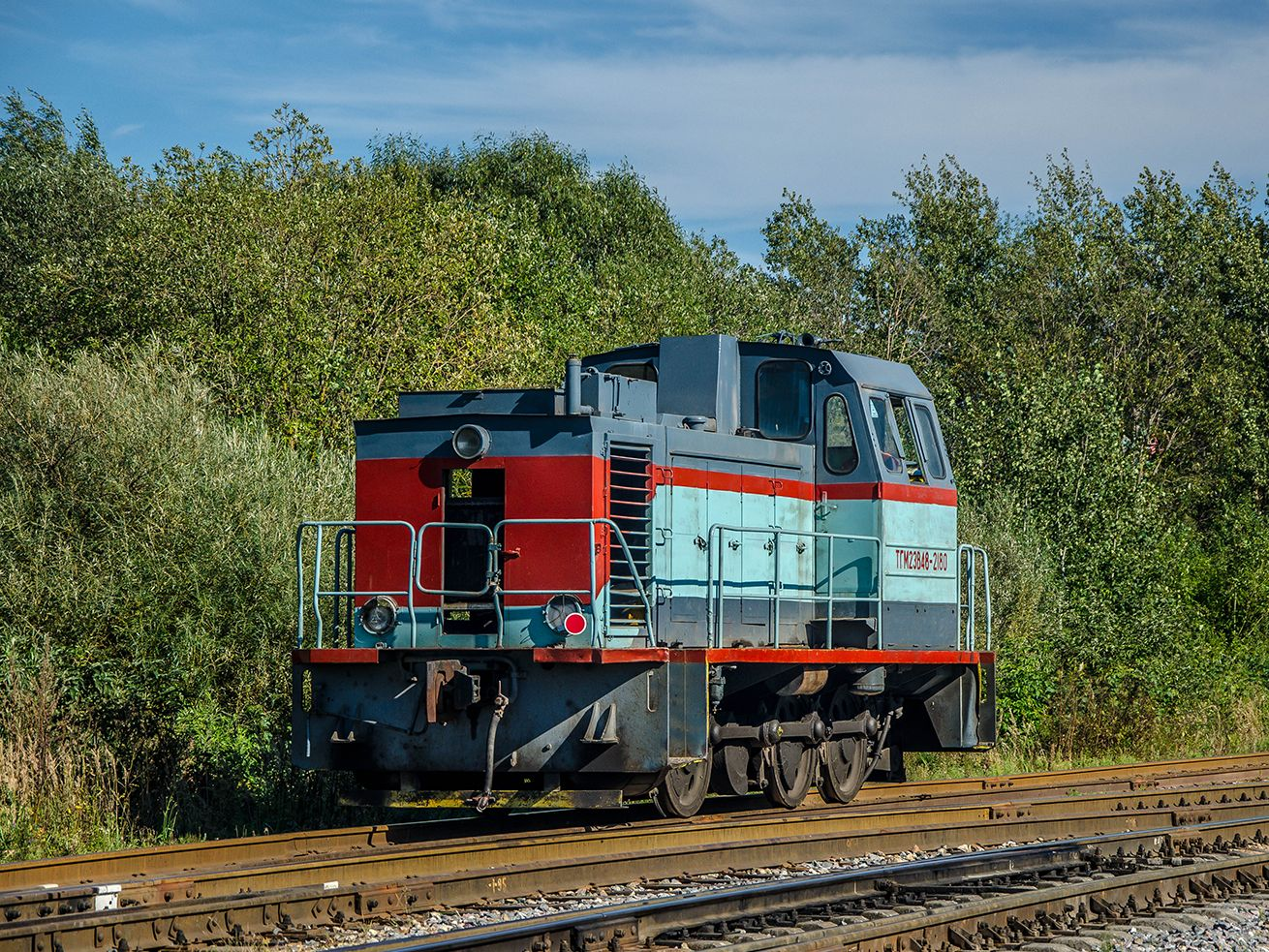
ТГМ23В48-2180, Смоленская область, станция Новосмоленская
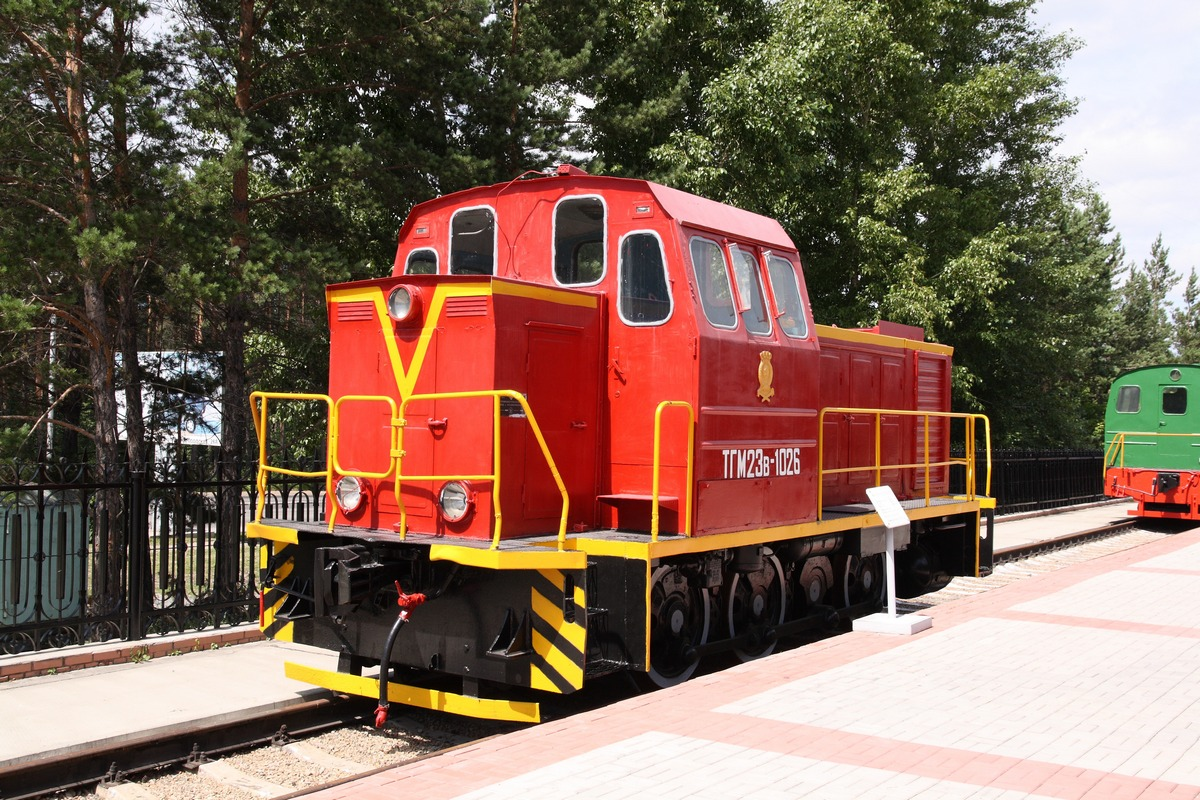
ТГМ23В48-1026, Новосибирская область, МЖТ на станции Сеятель
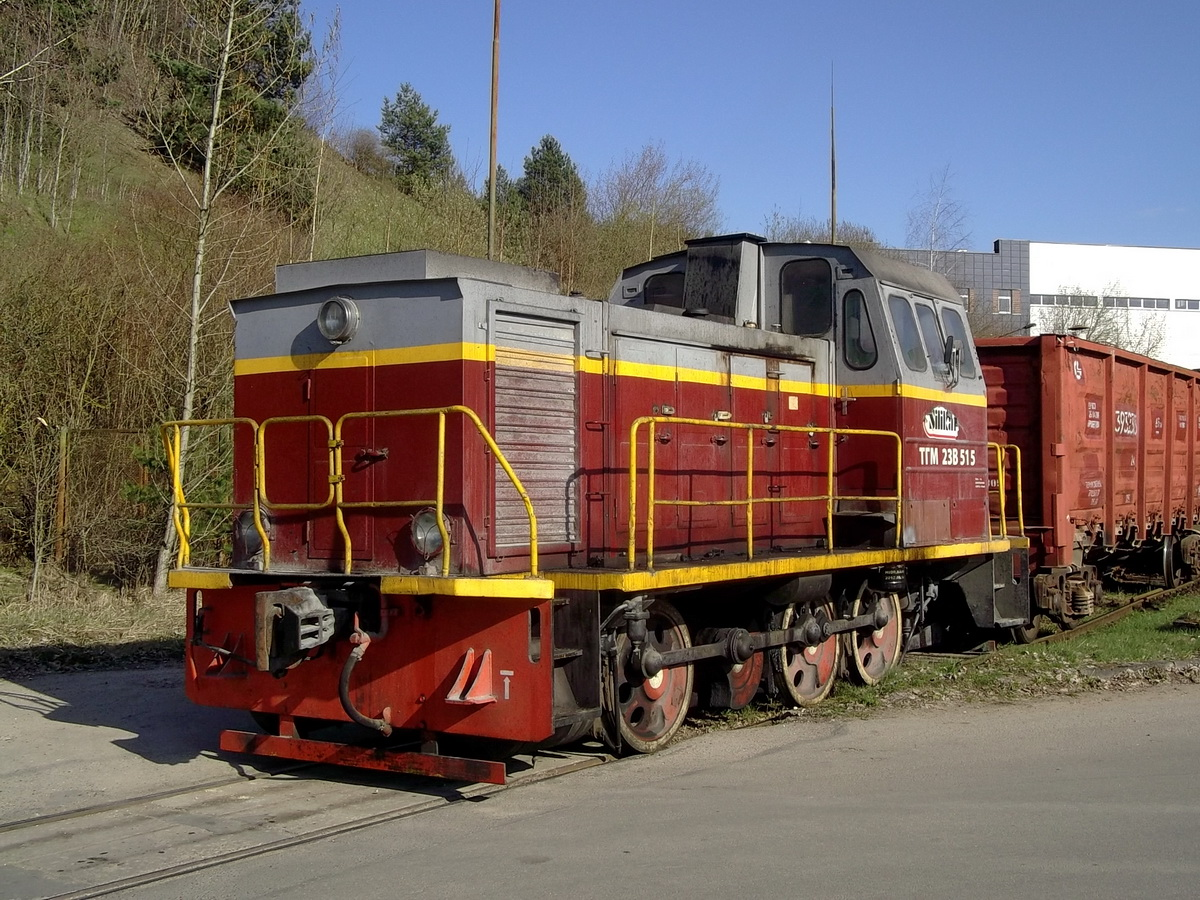
ТГМ23В48-515, Литва, Вильнюс, подъездной путь от станции Вильнюс

### ТГМ23д44/д48
Дальнейшее развитие ТГМ23В, выпуск которого прекратили в июне 1991 года. На тепловозе применена гидродинамическая передача с автоматическим переключением ступеней позволяет при трогании с места реализовать большую силу тяги и делает возможной более длительную работу на малых скоростях, что особенно важно для маневровых и промышленных тепловозов. Кабина машиниста оборудована двумя пультами управления и имеет хорошую звуковую изоляцию. С начала выпуска тепловоз имел служебный вес такой же как и в его предшественника ТГМ23В — 48 тонн, но с № 212 на тепловозе применили служебный вес как в ТГМ23Б — 44 тонны, это обозначилось на серии, прежде всего на тепловозе стали писать уже не ТГМ23Д48, а ТГМ23Д44. Именно с таким весом тепловоз производится малыми партиями и по сей день, в феврале 2014 года тепловоз с № 0523 отправлен в Казахстан.

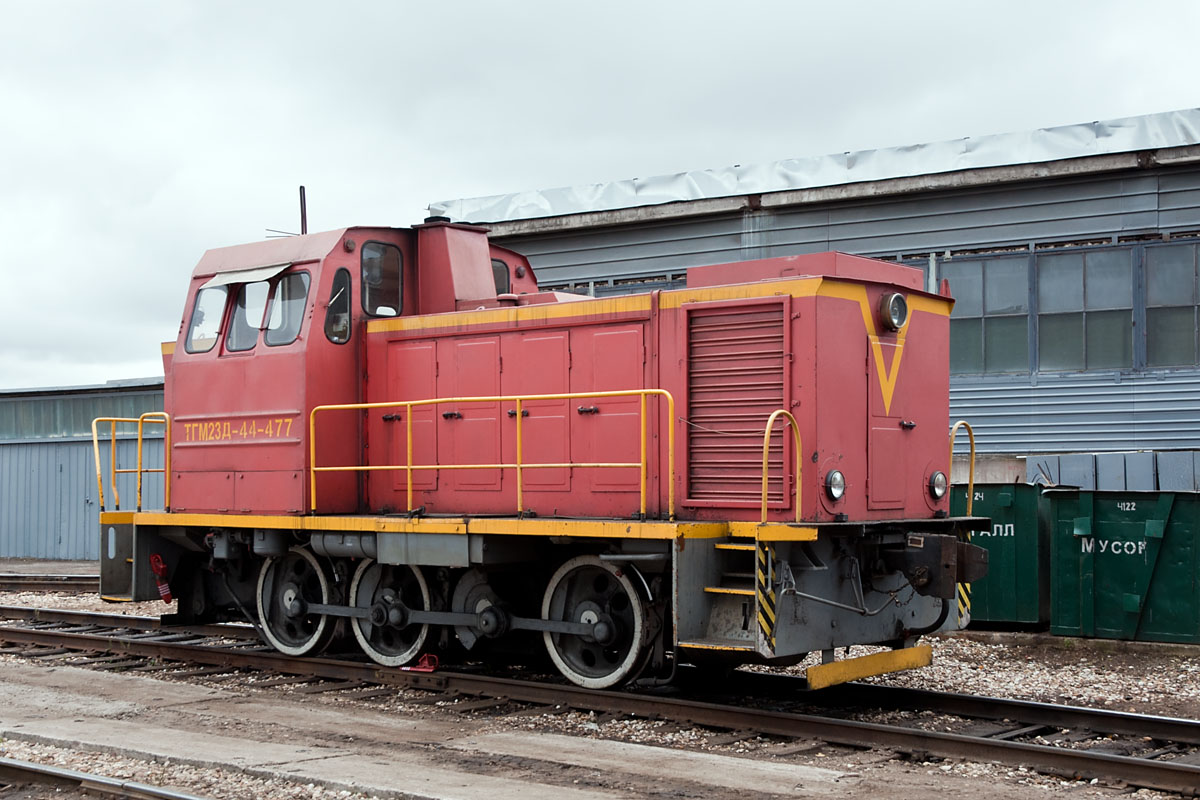
ТГМ23Д44-477 в Твери
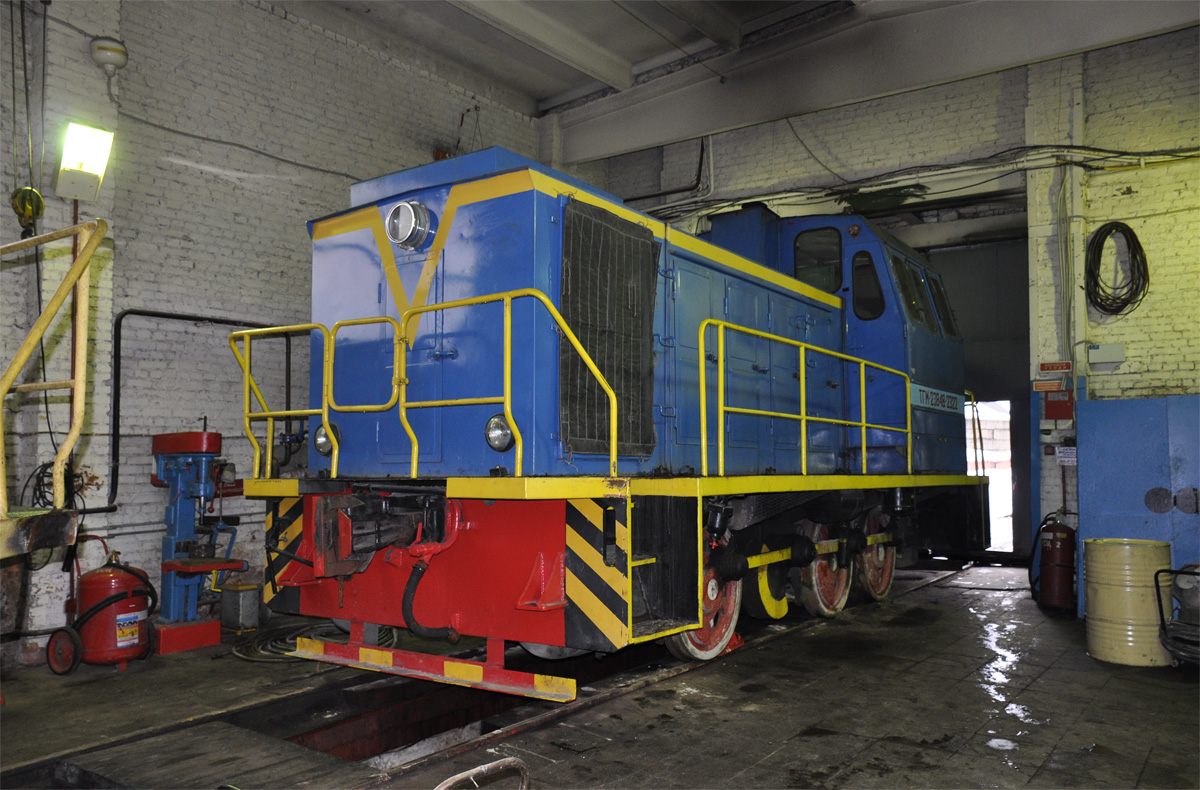
ТГМ23Д44-483, Россия, Москва, подъездной путь от станции Ростокино
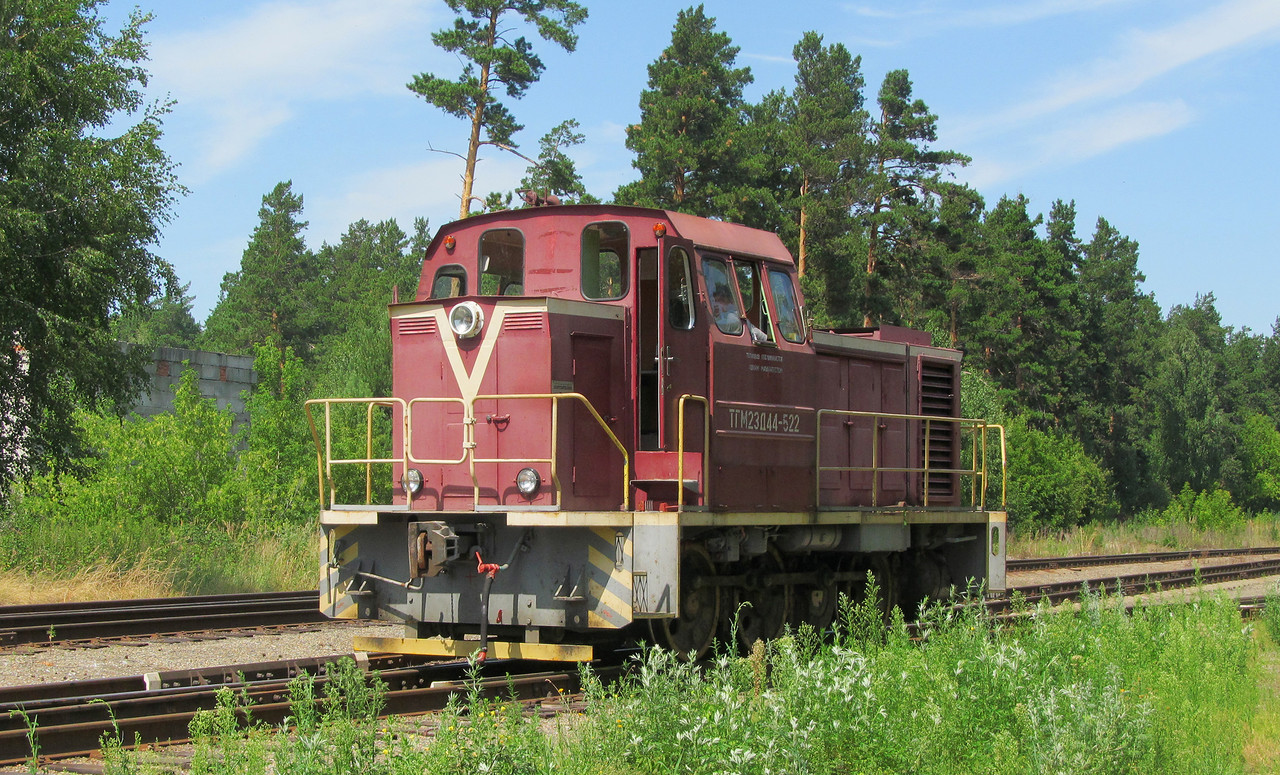
ТГМ23Д44-522, Россия, Алтайский край, ООО "БиПТУ"

### ТГМ23Дг
Разновидность ТГМ23Д с двигателем КамАЗ-820.63-320, рассчитанным на газовое топливо (норма ЕВРО-4). Запас газа на тепловозе хранится в специальном газобаллонном оборудовании. Заявленные расходы на топливо на 30% ниже по сравнению с дизельным; расчётное снижение выброса вредных веществ в атмосферу в 2...2,5 раза (оценка экспертов).
Данных по постройке данного варианта тепловоза не обнаружено.

### 3ТГМ23Д
Трёхсекционный вариант тепловоза ТГМ23Д. В документации завода проходит как моноблок. По сути представляет собой три тепловоза ТГМ23Д44, объединённые по системе многих единиц. Может эксплуатироваться также двумя секциями и одной секцией.

## Технические характеристики
- Размеры:
  - Длина по осям автосцепок — 8920 мм;
  - Ширина — 3150 мм;
  - Высота — 4070 мм;
  - Диаметр колёс — 1050 мм;
- Мощность дизеля — 400—500 л.с.;
- Максимальная скорость поездного режима — 60 км/ч;
- Максимальная скорость маневрового режима — 30 км/ч;
- Служебная масса — 44-48 т (с балластом), 54 т с дополнительным балластом;
- Запас:
  - топлива — 1200 кг;
  - песка – 250 кг;
  - воды – 140 кг;
  - масла для гидропередачи – 220 кг;
  - масла для дизеля – 120 кг.

## Конструкция

### Кузов
Кузов всех тепловозов серии ТГМ23 выполнен с двумя капотами, внутри которых размещено оборудование, и асимметрично расположенной кабиной машиниста между ними. Полную ширину рамы занимает только кабина управления, в то время как капоты заужены и образуют наружные боковые проходы, огороженные по бокам предохранительными ограждениями (за исключением первых локомотивов, у которых ограждения отсутствуют).
Рама тепловоза изготовлена из стальных листов толщиной 25 мм; листы связаны концевыми стяжными ящиками и поперечными креплениями. По торцам рамы закреплены автосцепки СА-3. В последние годы выпуска ТГМ23 была значительно изменена конструкция верхней части рамы экипажа.

### Ходовая часть
Рама опирается на буксы через индивидуальное рессорное подвешивание, без балансиров, применявшихся ранее на ТГМ1. На ТГМ23В и ТГМ23Д рессорное подвешивание снова стало сбалансированным. Мягкость подвешивания определяется числом листов рессоры, различным в зависимости от модификации локомотива. Некоторое время на тепловозах применяли девятилистовые рессоры, а затем в 1970 году вновь вернулись к десятилистовым. Буксы имеют по два конических роликовых подшипника. 
Тепловоз имеет по три колёсные пары бандажного типа с противовесами и пальцами для спарников. Диаметр новых колёс составляет 1 050 мм. Отбойный вал, в отличие от тепловозов серии ТГМ1, расположен между первой и второй колёсными парами. Нажатие тормозных колодок на колёса одностороннее, имеется только один тормозной цилиндр.

### Силовая часть

#### Дизель
На тепловозах ТГМ23 устанавливался четырёхтактный V-образный двенадцатицилиндровый дизель 1Д12Н-500 с газотурбинным наддувом. Диаметр цилиндров равнялся 150 мм, ход поршня с главным шатуном – 180 мм, с прицепным – 186,7 мм. При частоте вращения вала 1 500 об/мин номинальная мощность дизеля составляет 500 л.с.; расход топлива при номинальной мощности — 165 г/(э.л.с..ч). Масса дизеля равна 1800 кг.
Также в зависимости от версии конструкции на тепловозе применялись следующие дизели:
- 1Д12Н-500 с газотурбинным наддувом (ТГМ23), мощностью 500 л.с.;
- 1Д12Н-500М с более высоким давлением наддува;
- 1Д12-400 (ТГМ23Б), мощностью 400 л.с.;
- 1Д12-400Б (ТГМ23В и ТГМ23Д).

Для повышения мощности и экономичности дизель имеет газотурбинный наддув с помощью двух турбокомпрессоров типа ТКР-14-2б (по одноу турбокомпрессору на 6 цилиндров). В турбокомпрессорах отработавшие газы дизеля приводят во вращение центростремительную турбину, которая вращает вал одноступенчатого центробежного воздушного компрессора. Компрессор засасывает атмосферный воздух через воздушный фильтр и нагнетает воздух под давлением 1,25—1,35 атм. к всасывающим клапанам цилиндров.

#### Масляная система дизеля
Масляная система тепловоза подразделяется на масляную систему дизеля и масляную систему гидропередачи. Объём масла в системе дизеля – 120 литров. Для обеспечения циркуляции масла в масляной системе дизеля предусмотрен шестеренчатый 3-секционный масляный насос. Он работает постоянно при работающем дизеле. Масляный насос приводится во вращение от коленчатого вала дизеля и установлен в нижней части дизеля, со стороны, противоположной турбокомпрессорам.
Масляный насос имеет одну нагнетающую и две откачивающие секции. Откачивающие секции засасывают масло из картера дизеля, где находится основной объём масла. Масло через откачивающие секции насоса поступает по трубопроводу в камеру охлаждения — в верхнюю часть масляного радиатора, состоящего из 2-х масляных секций. Проходя через обдуваемые воздухом секции масляного радиатора, масло охлаждается. Охлаждённое масло из нижней части масляных секций проходит в масляный бак. Оттуда масло через кран, нагнетательную полость масляного насоса и фильтр очистки масла поступает под давлением обратно в дизель — в его масляный коллектор.
Подобно большинству тепловозов, на тепловозе ТГМ23 предусмотрена предварительная прокачка дизеля маслом перед запуском. Эта прокачка осуществляется отдельным маслопрокачивающим насосом с приводом от электродвигателя. Перед запуском дизеля этот насос автоматически включается и подаёт масло из масляного бака через фильтр очистки масла в масляный коллектор дизеля. Когда давление масла достигает 2,7—3 атм, срабатывает реле давления масла, разрешая запуск дизеля.
При сильном охлаждении масла либо при засорении масляного радиатора давление масла перед радиатором может недопустимо возрасти. Для защиты от этого параллельно радиатору установлен перепускной клапан. При разнице давлений масла до и после радиатора около 1,5—1,8 атм клапан открывается, пропуская масло в обход секций радиатора и тем самым снижая давление перед радиатором. Параллельно клапану установлен кран, нормально закрытый. При открытии крана (например, в режиме прогрева масла) масло проходит через него в обход секций радиатора. Для защиты от недопустимого повышения давления масла после масляного насоса (например, при холодном масле) параллельно нагнетающей секции масляного насоса установлен редукционный клапан. При давлении масла за нагнетающей секцией более 5—10 атм клапан открывается, пропуская масло обратно на вход этой секции насоса.

#### Гидропередача
Вращающий момент от дизеля передаётся на отбойный вал через унифицированную гидропередачу УГП 350-500 и реверс-режимный редуктор. Гидропередача имеет гидротрансформатор и две гидромуфты. Вал дизеля связан с главным валом гидропередачи повышающим редуктором с передаточным числом 50 : 74 = 0,676. Передаточное число зубчатых колёс между главным и ведомым валами при работе на 1-й гидромуфте равно 68 : 28 = 2,43, на 2-й – 67 : 45 = 1,49. Ведомый вал гидропередачи соединён промежуточным валом с реверс-режимным редуктором, состоявшим из режимной коробки с четырьмя зубчатыми колёсами и осевого редуктора, имевшего конические (передаточное число 45 : 31) и цилиндрические (50 : 21) зубчатые колёса. При маневровом режиме в работе участвуют четыре зубчатых колеса режимной коробки ((31 : 22) x (31 : 22) = 1,985); на поездном режиме зубчатые колёса в работе не участвуют: выходной вал гидропередачи непосредственно связывается с валом осевого редуктора. Два больших конических зубчатых колеса и малая коническая шестерня осевого редуктора позволяют не только уменьшать частоту вращения, но и менять направление движения.
В процессе выпуска тепловозов серии ТГМ23 в конструкцию гидропередачи вносились изменения. Так, уже в первые годы пара зубчатых колёс повышающего редуктора 50 : 74 была заменена парой 52 : 72, что повысило передаточное число. На тепловозах с ТГМ23-215 вместо пары колёс повышающего редуктора 52 : 72 стала использоваться пара 54 : 70, как на тепловозах серии ТГМ1. На тепловозах с ТГМ23-170 вместо пары зубчатых колёс 67 : 45 с модулем 6 мм была применена пара 57 : 39 с модулем 7 мм.

#### Электрооборудование
На тепловозе установлены генератор постоянного тока Г-732 (1,2 кВт, 28,5 В), стартёр СТ-722 и четыре кислотных аккумуляторных батареи 6СТ-128 (включены по две последовательно) ёмкостью 256 А⋅ч.
Сжатый воздух на тепловозах раннего выпуска вырабатывается компрессором ВВ-1,5/9, приводимым клиновыми ремнями через регулируемую гидравлическую муфту от вала гидропередачи. Компрессор одноцилиндровый, цилиндр выполнен ступенчатым для получения двух ступеней сжатия. При частоте вращения вала 1000 об/мин производительность компрессора равна 1,6 м3/мин.
С 1972 года на тепловозах начали устанавливать двухцилиндровые компрессоры ПК-17М, имевшие при частоте вращения вала 1450 об/мин производительность 1,75 м3/мин. В начале 1973 года (на тепловозах с ТГМ23-1115) вместо них стали применять компрессоры ПК-35М.

### Кабина машиниста

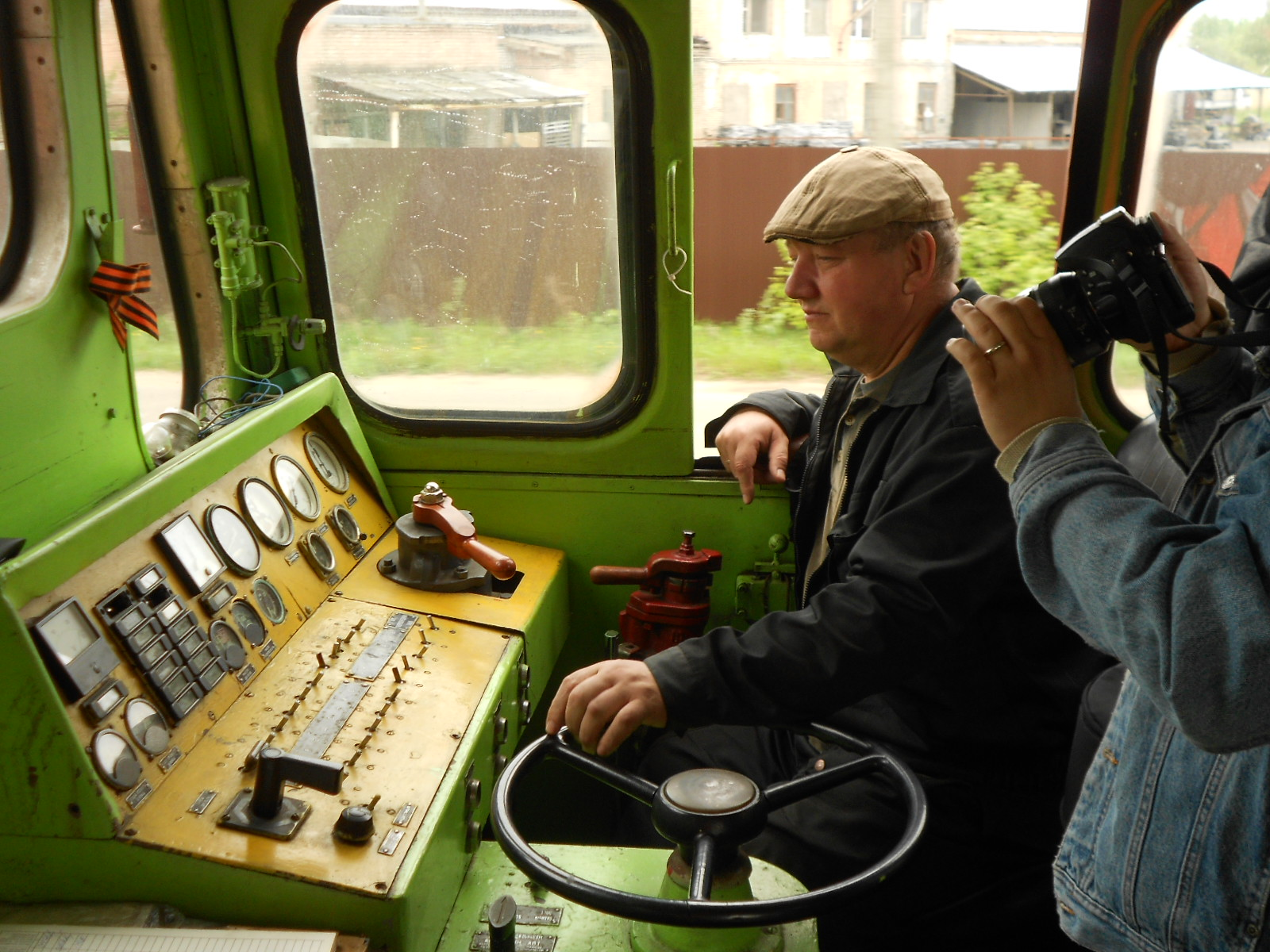
Интерьер кабины машиниста и пульт управления

Управление дизелем осуществляется из кабины машиниста с помощью пневмопривода, как и на тепловозах ТГМ1. Вращающий момент от дизеля передаётся при помощи гидропередачи УГП 350—500 Муромского завода и реверс-режимного редуктора. В маневровом режиме участвуют четыре шестерни режимной коробки, в поездном — выходной вал гидропередачи непосредственно связан с валом осевого редуктора.
В ходе выпуска серии ТГМ23 в конструкцию вносился ряд менее значительных изменений, таких как перенос котла обогрева кабины из самой кабины под малый капот, изменение передаточного числа редуктора и так далее.
Для тепловоза предусмотрена установка дополнительного оборудования: плужный отвал для очистки путей от снега, устройство для жидкой смазки гребней колёс, системы КЛУБ (П и УП), радиостанции.